# Gustave Théry
Pour les articles homonymes, voir Théry.
Ne doit pas être confondu avec Gustave Téry.
Gustave Théry, né le 27 janvier 1836 à Lille et mort le 28 mai 1928, est un avocat et juriste français, cofondateur des Facultés catholiques de Lille.

## Biographie
Gustave Théry est le fils du sénateur légitimiste Antoine Théry. Après ses études de droit, il est reçu comme avocat au barreau de Lille en 1859. Il est plusieurs fois[Quand ?] bâtonnier de l'ordre des avocats de Lille.
Il est nommé membre du bureau central d'organisation des Facultés catholiques de Lille en 1873. Il en est l'« architecte juridique », rédigeant les statuts et signataire de l'acte constituant la société civile de l'université dont il devient membre de son conseil d'administration de 1877 à 1921. Il est chargé de cours à la Faculté libre de droit.
Conseiller juridique de l'archevêque de Cambrai, il le seconde dans la défense des congrégations.
Il est membre de l'Action française.

## Publications
- La Monnaie et les effets de commerce... (1913)
- L'Autorité. Un catholique français peut-il être républicain ? (1910)
- Commentaire et examen critique de la loi du 9 décembre 1905 sur la séparation des Églises et de l'État (1906)
- Mémoire présenté à S.G. Mgr l'archevêque de Cambrai sur le projet de loi relatif à la séparation de l'Église et de l'État (1904)
- Les Rédemptoristes devant le tribunal correctionnel de Lille. Audience du 13 juin 1903 (1903)
- L'Appel comme d'abus (1896)
- Exploiteurs et salariés (1895)
- Les Religieux et le fisc (1895)
- De l'Avocat d'office en matière de divorce (1886)
- Mémoire sur les droits de la maison d'Anjou à la couronne de France (1885)
- Dangers qui menacent les biens des religieux. Rapport présenté par M. Gustave Théry à l'assemblée générale des catholiques des diocèses de Cambrai et d'Arras, le 9 novembre 1881 (1881)
- Les Conseils académiques, discours prononcé au Congrès des catholiques du Nord et du Pas-de-Calais dans la séance du 25 novembre 1880... (1880)
- Le Mariage et la loi civile, législation chrétienne du mariage (1880)
- De la Défense des congrégations non reconnues (1879)
- Les Congrégations religieuses non autorisées et leur situation légale en France (1877)
- Du Mariage civil (1875)